# Felicia Brabec
assinatura
Felicia Brabec (c. 1974) é uma política americana que atua como membro da Câmara dos Representantes de Michigan no 55º distrito. Eleita em 2020, assumiu o cargo em 1º de janeiro de 2021.

## Infância e educação
Brabec nasceu por volta de 1974 em Aurora, Illinois. Em 1995, Brabec obteve o diploma de bacharel no Saint Mary's College . Em 1997, Brabec fez mestrado no Boston College . Em 2003, Brabec obteve um Ph.D. da Escola de Psicologia Profissional de Illinois. Mais tarde naquele ano, Brabec mudou-se para Ann Arbor, Michigan, para uma bolsa de pós-doutorado na Universidade de Michigan.

## Carreira
Brabec é uma psicóloga clínica que possui seu próprio consultório particular. Ela trabalhou nessa função com os Serviços de Aconselhamento e Psicologia da Universidade de Michigan. Ela também atuou como assistente social do ensino médio. Em 2020, em resposta à pandemia de COVID-19, Brabec cofundou o site MI Frontline Support, um site estadual que compilava recursos de saúde mental para trabalhadores da linha de frente, que tiveram que trabalhar durante a pandemia. Brabec faz parte do conselho de administração do banco de alimentos sem fins lucrativos Food Gatherers. Ela também está envolvida com as organizações de saúde mental Garrett's Space e Washtenaw Psychology Society.
Brabec foi nomeado para a sede do 4º distrito do Conselho de Comissários doCondado de Washtenaw em 2011. Brabec atuou como presidente do conselho de 2015 a 2016.  Em 2020, Brabec não buscou a reeleição e, em vez disso, concorreu à Câmara dos Deputados de Michigan representando o 55º distrito. Em 3 de novembro de 2020, Brabec foi eleito para a Câmara dos Deputados de Michigan e representa o 55º distrito desde 1º de janeiro de 2021.

## Vida pessoal
Brabec mora em Pittsfield Charter Township, Michigan   Brabec é casado com David. Juntos, eles têm dois filhos.